# Dick Farney
Dick Farney, de son vrai nom Farnésio Dutra e Silva, né le 14 novembre 1921 à Rio de Janeiro et mort le 4 août 1987 à São Paulo est un pianiste, chanteur et compositeur brésilien.

## Biographie
Il connaît une grande popularité au Brésil à partir de la fin des années 1940 jusqu'aux années 1970.
Sa version suave de la chanson Copacabana, enregistrée en juillet 1946 dans un style qui préfigure la bossa nova, le fait connaître comme un des premiers chanteurs de charme en langue portugaise.

## Discographie partielle
- 1954 : Musica Romantica Com Dick Farne (Continental (pt))
- 1956 : J.A.M. (Jazz After Midnight) (Columbia)
- 1956 : Meia-Noite em Copacabana (Polydor)
- 1962 : Dick Farney Jazz (RGE)
- 1964 : Dick Farney (Elenco)
- 1967 : Dick Farney: Piano Orquestra: Gaya (Elenco)
- 1972 : Penumbra Romance (participation de Lúcio Alves) (London)
- 1974 : Um Piano Ao Cair Da Tarde (Odeon)
- 1976 : Tudo Isto É Amor (avec Claudette Soares) (Odeon)